# Sarcoglyphis smithiana
Sarcoglyphis smithiana är en orkidéart som först beskrevs av Kerr, och fick sitt nu gällande namn av Gunnar Seidenfaden. Sarcoglyphis smithiana ingår i släktet Sarcoglyphis och familjen orkidéer. Inga underarter finns listade i Catalogue of Life.